# Krassowska villan

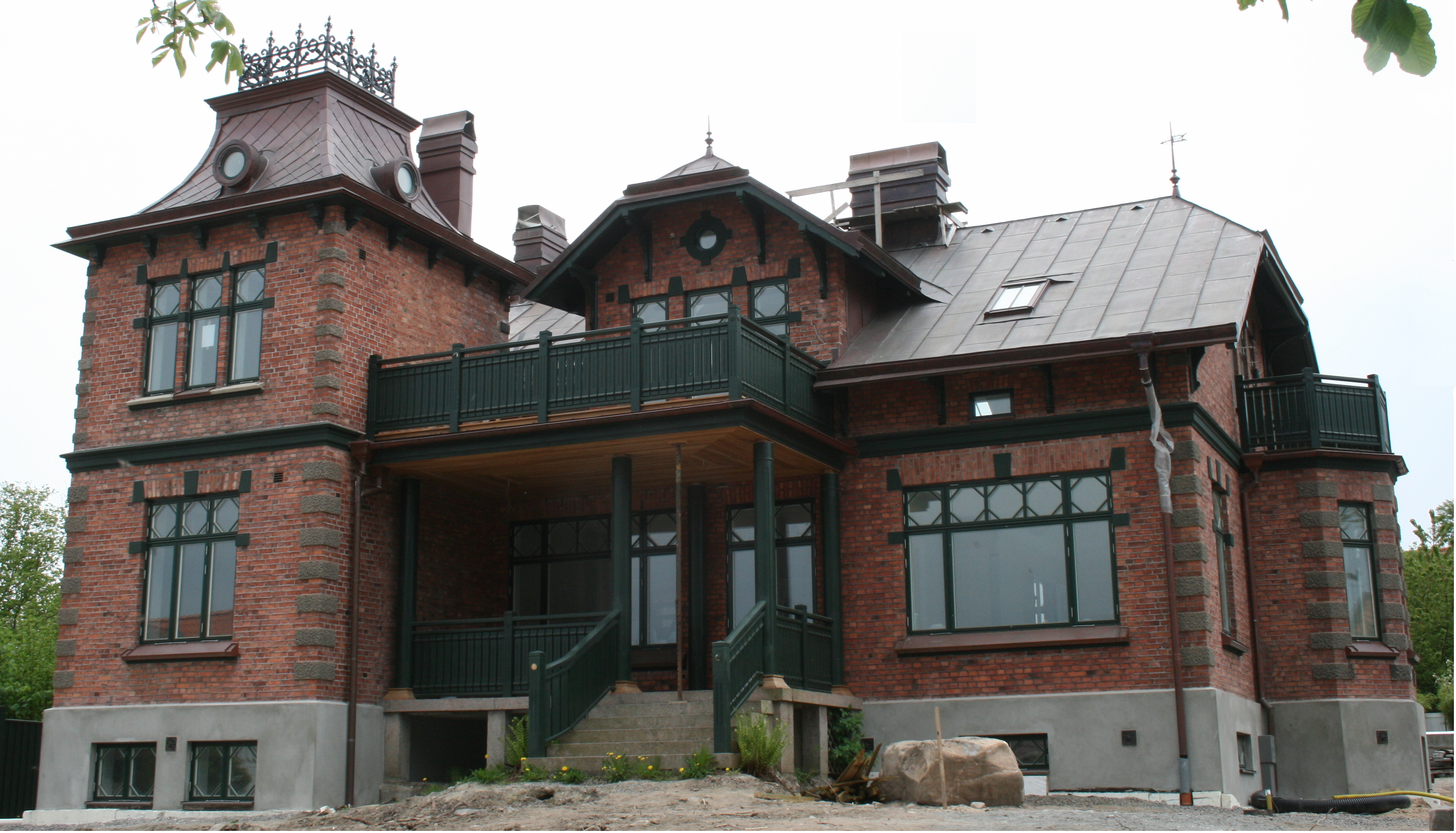
Krassowska villan

Krassowska villan ligger på Agardsgatan i Båstad. Villan byggdes av rentier Gustaf Adolf von Krassow 1897.
Villan är belägen i Båstads medeltida stadskärna. Den har använts som sommarbostad. Den har stora sällskapsrum och från övervåningen har man utsikt över Laholmsbukten. Villan är byggd i jugendstil. Byggnaden är K-märkt; inga förändringar får ske på fasaden.